# Airheads - Una band da lanciare
Airheads - Una band da lanciare (Airheads) è un film del 1994 diretto da Michael Lehmann ed interpretato da Brendan Fraser, Steve Buscemi e Adam Sandler.
Il film è uscito negli Stati Uniti il 5 agosto 1994.

## Trama
Il musicista rock Chester (detto Chazz) cerca di sfondare nel mondo della musica con il suo gruppo The Lone Rangers. Della band fanno parte anche Rex, commesso in un negozio di giocattoli, e Pip, che si occupa delle pulizie delle piscine. Chazz cerca svariate volte di far sentire il loro demo, ma senza successo: dopo essere stato buttato fuori da una nota casa discografica infatti, viene lasciato anche dalla sua ragazza. I tre musicisti, disperati ma ambiziosi, decidono di fare irruzione in una stazione radio per far mandare in onda il loro pezzo.
Entrati nella stazione della KPPX trovano un deejay, Ian, abbastanza disposto a farli andare in onda, ma il dirigente della radio, Milo, si oppone strenuamente. Durante il litigio, Rex estrae un mitra-giocattolo, caricato con salsa piccante, e lo obbliga a mandare in onda il pezzo. La situazione si è trasformata in un sequestro, dove vengono tenuti prigionieri tutti i dipendenti della radio, e la polizia locale circonda l'edificio, accontentando le strambe richieste dei presunti sequestratori. La canzone è incisa su bobina e il mangianastri la rompe. Si cerca allora la musicassetta dell'incisione, ed alla fine Kaila, ragazza di Chazz, riesce a recuperarla e gliela porta, ma litigando con Chazz rompe la console, impedendo così la messa in onda del pezzo.
L'unica soluzione arriva da un manager di una casa discografica: fare un concerto dal vivo. Pronta sul palco, all'ultimo la band rifiuta: non ci sta a suonare e cantare in playback. I rocker decidono così di incitare la folla rompendo le chitarre mentre in playback parte la loro canzone. La folla è estasiata, ma finito il concerto vengono arrestati. Alla fine il sogno della band si è realizzato: suonano in diretta televisiva, anche se in prigione. Dopo tre mesi parte la tournée, e il disco "Live in prison" viene premiato con un triplo disco di platino.

## Colonna sonora
1. Born to Raise Hell - Motörhead con Ice-T e Whitfield Crane – 4:57
2. I'm the One - 4 Non Blondes – 3:58
3. Feed the Gods - White Zombie – 4:05
4. No Way Out - DGeneration – 4:26
5. Bastardizing Jellikit - Primus – 4:11
6. London (The Smiths cover) - Anthrax – 2:54
7. Can't Give in - Candlebox – 3:15
8. Curious George Blues - Dig – 4:03
9. Inheritance - Prong – 2:11
10. Degenerated - The Lone Rangers – 3:53
11. I'll Talk My Way Out of It - Stuttering John – 3:40
12. Fuel - Stick – 4:57
13. We Want the Airwaves - Ramones – 3:21

## Curiosità
- Lemmy Kilmister, cantante e bassista dei Motörhead, fa una breve comparsa tra il pubblico di metallari (precisamente dopo 1:04:03).
- Il finale del film è un omaggio al film The Blues Brothers, che si conclude appunto allo stesso modo.
- Tra le bizzarre richieste dei tre "sequestratori" vi sono sessantasette copie di Moby Dick, un basso Zon in legno di noce con manico in grafite, una Stratocaster con un drago intarsiato, un casco da football ripieno di ricotta, un biberon gigante e una foto di Nonna Papera nuda. Nella versione italiana le richieste differiscono leggermente: in quella originale i tre chiedono una foto senza veli della sessantenne Bea Arthur di Cuori senza età (The Golden Girls), e anche la chitarra è diversa: una Stratocaster nella versione italiana e una PRS nella versione originale.